# Уильямс, Марк (баскетболист)
Марк Уильямс (англ. Mark Williams; род. 16 декабря 2001, Норфолк, Виргиния) — американский профессиональный баскетболист, выступающий за клуб НБА «Финикс Санз».

## Профессиональная карьера

### Шарлотт Хорнетс (2022–2025)

#### Сезон новичка: 2022–2023
Уильямс был выбран на драфте НБА 2022 года под 15-м номером командой «Шарлотт Хорнетс».
10 февраля 2023 года, после того как стартовый центровой команды Мэйсон Пламли был обменян, Уильямс впервые в карьере вышел в стартовом составе и сделал дабл-дабл с 11 очками и 12 подборами в проигранной игре против «Бостон Селтикс». 25 февраля 2023 года Уильямс набрал рекордные в карьере 18 очков и 20 подборов в выигранной со счётом 108–103 игре против «Майами Хит».

#### Сезон 2023–2024
10 ноября 2023 года Уильямс набрал 21 очко и сделал 24 подбора, обновив рекорды карьеры, причём 15 подборов были сделаны в нападении и это стала новым рекордом «Хорнетс» по подборам в нападении за игру, в той встрече «Шарлотт» выиграли со счётом 124–117 у «Вашингтон Уизардс». В конце ноября в игре против «Бруклин Нетс» Уильямс получил травму спины и в итоге сыграл всего 19 игр во втором сезоне.

#### Сезон 2024–2025
15 января 2025 года в выигранной со счётом 117–112 игре против «Юты Джаз» Уильямс набрал 31 очко, установив новый личный рекорд рекордом, а также собрал 13 подборов. 6 февраля 2025 года было объявлено, что Уильямс был обменян в «Лос-Анджелес Лейкерс» на Далтона Кнехта и Кэмерона Реддиша. Однако спустя два дня, 8 февраля, уже после дедлайна обменов, стало известно, что сделка была аннулирована из-за неправильно предоставленной информации о здоровье Уильямса клубом «Шарлотт Хорнетс», Уильямс вернулся в «Хорнетс».

### Финикс Санз (2025—настоящее время)
30 июня 2025 года Уильямс был обменян в «Финикс Санз» на Василия Мицича, прав на Лиама Макнили и выбор в первом раунде драфта 2029 года.

## Статистика

### Статистика в НБА
| Сезон                                                                                    | Команда | Регулярный сезон | Регулярный сезон | Регулярный сезон | Регулярный сезон | Регулярный сезон | Регулярный сезон | Регулярный сезон | Регулярный сезон | Регулярный сезон | Регулярный сезон | Регулярный сезон | Серия плей-офф | Серия плей-офф | Серия плей-офф | Серия плей-офф | Серия плей-офф | Серия плей-офф | Серия плей-офф | Серия плей-офф | Серия плей-офф | Серия плей-офф | Серия плей-офф |
| Сезон                                                                                    | Команда | GP               | GS               | MPG              | FG%              | 3P%              | FT%              | RPG              | APG              | SPG              | BPG              | PPG              | GP             | GS             | MPG            | FG%            | 3P%            | FT%            | RPG            | APG            | SPG            | BPG            | PPG            |
| ---------------------------------------------------------------------------------------- | ------- | ---------------- | ---------------- | ---------------- | ---------------- | ---------------- | ---------------- | ---------------- | ---------------- | ---------------- | ---------------- | ---------------- | -------------- | -------------- | -------------- | -------------- | -------------- | -------------- | -------------- | -------------- | -------------- | -------------- | -------------- |
| 2022/23                                                                                  | Шарлотт | 43               | 17               | 19,3             | 63,7             | -                | 69,1             | 7,1              | 0,4              | 0,7              | 1,0              | 9,0              | Не участвовал  | Не участвовал  | Не участвовал  | Не участвовал  | Не участвовал  | Не участвовал  | Не участвовал  | Не участвовал  | Не участвовал  | Не участвовал  | Не участвовал  |
| 2023/24                                                                                  | Шарлотт | 19               | 19               | 26,7             | 64,9             | -                | 71,9             | 9,7              | 1,2              | 0,8              | 1,1              | 12,7             | Не участвовал  | Не участвовал  | Не участвовал  | Не участвовал  | Не участвовал  | Не участвовал  | Не участвовал  | Не участвовал  | Не участвовал  | Не участвовал  | Не участвовал  |
| 2024/25                                                                                  | Шарлотт | 44               | 41               | 26,6             | 60,4             | 0,0              | 80,4             | 10,2             | 2,5              | 0,7              | 1,2              | 15,3             | Не участвовал  | Не участвовал  | Не участвовал  | Не участвовал  | Не участвовал  | Не участвовал  | Не участвовал  | Не участвовал  | Не участвовал  | Не участвовал  | Не участвовал  |
|                                                                                          | Всего   | 106              | 77               | 23,7             | 62,2             | 0,0              | 75,3             | 8,8              | 1,4              | 0,7              | 1,1              | 12,3             | Не участвовал  | Не участвовал  | Не участвовал  | Не участвовал  | Не участвовал  | Не участвовал  | Не участвовал  | Не участвовал  | Не участвовал  | Не участвовал  | Не участвовал  |
| Наведите курсор мыши на аббревиатуры в заголовке таблицы, чтобы прочесть их расшифровку. |         |                  |                  |                  |                  |                  |                  |                  |                  |                  |                  |                  |                |                |                |                |                |                |                |                |                |                |                |

### Статистика в Джи-Лиге
| Сезон                                                                                    | Команда         | Регулярный сезон | Регулярный сезон | Регулярный сезон | Регулярный сезон | Регулярный сезон | Регулярный сезон | Регулярный сезон | Регулярный сезон | Регулярный сезон | Регулярный сезон | Регулярный сезон | Серия плей-офф | Серия плей-офф | Серия плей-офф | Серия плей-офф | Серия плей-офф | Серия плей-офф | Серия плей-офф | Серия плей-офф | Серия плей-офф | Серия плей-офф | Серия плей-офф |
| Сезон                                                                                    | Команда         | GP               | GS               | MPG              | FG%              | 3P%              | FT%              | RPG              | APG              | SPG              | BPG              | PPG              | GP             | GS             | MPG            | FG%            | 3P%            | FT%            | RPG            | APG            | SPG            | BPG            | PPG            |
| ---------------------------------------------------------------------------------------- | --------------- | ---------------- | ---------------- | ---------------- | ---------------- | ---------------- | ---------------- | ---------------- | ---------------- | ---------------- | ---------------- | ---------------- | -------------- | -------------- | -------------- | -------------- | -------------- | -------------- | -------------- | -------------- | -------------- | -------------- | -------------- |
| 2022/23                                                                                  | Гринсборо Сворм | 11               | 11               | 27,9             | 64,4             | 50,0             | 65,5             | 12,4             | 0,9              | 0,5              | 1,8              | 22,2             | Не участвовал  | Не участвовал  | Не участвовал  | Не участвовал  | Не участвовал  | Не участвовал  | Не участвовал  | Не участвовал  | Не участвовал  | Не участвовал  | Не участвовал  |
|                                                                                          | Всего           | 11               | 11               | 27,9             | 64,4             | 50,0             | 65,5             | 12,4             | 0,9              | 0,5              | 1,8              | 22,2             | Не участвовал  | Не участвовал  | Не участвовал  | Не участвовал  | Не участвовал  | Не участвовал  | Не участвовал  | Не участвовал  | Не участвовал  | Не участвовал  | Не участвовал  |
| Наведите курсор мыши на аббревиатуры в заголовке таблицы, чтобы прочесть их расшифровку. |                 |                  |                  |                  |                  |                  |                  |                  |                  |                  |                  |                  |                |                |                |                |                |                |                |                |                |                |                |

### Статистика в NCAA
| Сезон | Команда | Conf  | Class | GP | GS | MPG  | FG%  | 3P% | FT%  | RPG | APG | SPG | BPG | PPG  |
| --- | ------- | ----- | ----- | -- | -- | ---- | ---- | --- | ---- | --- | --- | --- | --- | ---- |
| 2020/21 | Дьюк    | ACC   | FR    | 23 | 15 | 15,2 | 66,4 |     | 53,7 | 4,5 | 0,7 | 0,6 | 1,4 | 7,1  |
| 2021/22 | Дьюк    | ACC   | SO    | 39 | 39 | 23,6 | 72,1 | 0,0 | 72,7 | 7,4 | 0,9 | 0,5 | 2,8 | 11,2 |
| Всего | Всего   | Всего | Всего | 62 | 54 | 20,5 | 70,4 | 0,0 | 66,1 | 6,3 | 0,8 | 0,5 | 2,3 | 9,7  |
| Наведите курсор мыши на аббревиатуры в заголовке таблицы, чтобы прочесть их расшифровку Статистика приведена с сайта sports-reference.com |         |       |       |    |    |      |      |     |      |     |     |     |     |      |